# Pravo veta u Vijeću sigurnosti Ujedinjenih naroda
Pravo veta u Vijeću sigurnosti Ujedinjenih naroda ima pet stalnih članica Vijeća sigurnosti UN-a (Kina, Francuska, Rusija, Ujedinjeno Kraljevstvo i SAD) da ulože veto na bilo koju odluku osim "proceduralne" odluke.
Suzdržanost ili odsutnost stalnog člana ne računa se kao veto. Na "proceduralne" odluke (kao što je promjena dnevnog reda sastanka ili pozivanje osobe koja nije članica da prisustvuje sastanku Vijeća sigurnosti UN-a) također se ne može staviti veto.
Pravo veta je kontroverzna tema. Pristaše tvrde da bi se Ujedinjeni narodi raspali ako bi pokušali nametnuti obvezujuću akciju protiv stalne članice i da je veto ključna zaštita od dominacije Sjedinjenih Država. Rusija i Kina veto smatraju promicateljem međunarodne stabilnosti i zaštitom od vojnih intervencija. Kritičari kažu da je veto najnedemokratskiji element UN-a, kao i glavni uzrok nedjelovanja u pogledu ratnih zločina i zločina protiv čovječnosti, budući da učinkovito sprječava djelovanje UN-a protiv stalnih članica i njihovih saveznika.

## Povelja UN-a
Iako se riječ "veto" ne koristi u Povelji Ujedinjenih naroda, pravo veta potječe iz članka 27. Povelje, koji kaže:
1. Svaki član Vijeća sigurnosti ima jedan glas.
2. Odluke Vijeća sigurnosti o proceduralnim pitanjima donose se potvrdnim glasovanjem devet članova.[a]
3. Odluke Vijeća sigurnosti o svim ostalim pitanjima donosit će se potvrdnim glasovanjem devet članova, uključujući podudarne glasove stalnih članova; pod uvjetom da se u odlukama prema Poglavlju VI. i prema stavku 3. članka 52. stranka u sporu suzdrži od glasovanja.

Poglavlje VI. i članak 52. uključuju samo neobvezujuće preporuke, dajući tako stalnim članicama apsolutni veto na sve obvezujuće sankcije UN-a, mirovne operacije UN-a, primanja u članstvo, isključenja članova i odabire glavnog tajnika.
Bilo koja od stalnih članica može staviti veto na rezoluciju glasanjem protiv. Međutim, stalni član koji je suzdržan ili je stalni član odsutan ne računa se kao veto.
U posebnom članku, Povelja također zahtijeva da amandmane ratificiraju sve stalne članice. Osim toga, ratifikacije se ne mogu suzdržati. To daje stalnim članicama još jače pravo veta na bilo kakvu promjenu apsolutne ovlasti veta.
Budući da se sve stalne članice smatraju velikim silama, moć veta se također naziva "veto velikih sila" ili "jednoglasnost velikih sila".